# Честерфілд (Міссурі)
Честерфілд (англ. Chesterfield) — місто (англ. city) в США, в окрузі Сент-Луїс штату Міссурі. Населення — 49 999 осіб (2020).

## Географія
Честерфілд розташований за координатами 38°39′28″ пн. ш. 90°34′51″ зх. д. / 38.65778° пн. ш. 90.58083° зх. д. (38.657771, -90.580950).  За даними Бюро перепису населення США в 2010 році місто мало площу 86,80 км², з яких 82,30 км² — суходіл та 4,51 км² — водойми.

## Демографія
Згідно з переписом 2010 року, у місті мешкали 47 484 особи в 19 224 домогосподарствах у складі 13 461 родини. Густота населення становила 547 осіб/км².  Було 20393 помешкання (235/км²).
Расовий склад населення:
| - 86,5 % — білих - 8,6 % — азіатів - 2,6 % — чорних або афроамериканців - 0,2 % — корінних американців |

До двох чи більше рас належало 1,4 %. Частка іспаномовних становила 2,8 % від усіх жителів.
За віковим діапазоном населення розподілялося таким чином: 22,3 % — особи молодші 18 років, 57,6 % — особи у віці 18—64 років, 20,1 % — особи у віці 65 років та старші. Медіана віку мешканця становила 46,6 року. На 100 осіб жіночої статі у місті припадало 91,4 чоловіків;  на 100 жінок у віці від 18 років та старших — 87,9 чоловіків також старших 18 років.
Середній дохід на одне домашнє господарство  становив 126 546 доларів США (медіана — 93 270), а середній дохід на одну сім'ю — 151 561 долар (медіана — 118 012). Медіана доходів становила 91 920 доларів для чоловіків та 54 338 доларів для жінок. За межею бідності перебувало 5,1 % осіб, у тому числі 5,2 % дітей у віці до 18 років та 3,9 % осіб у віці 65 років та старших.
Цивільне працевлаштоване населення становило 22 720 осіб. Основні галузі зайнятості: освіта, охорона здоров'я та соціальна допомога — 22,6 %, науковці, спеціалісти, менеджери — 16,8 %, фінанси, страхування та нерухомість — 12,9 %, виробництво — 11,6 %.